# Wouter Berlaen

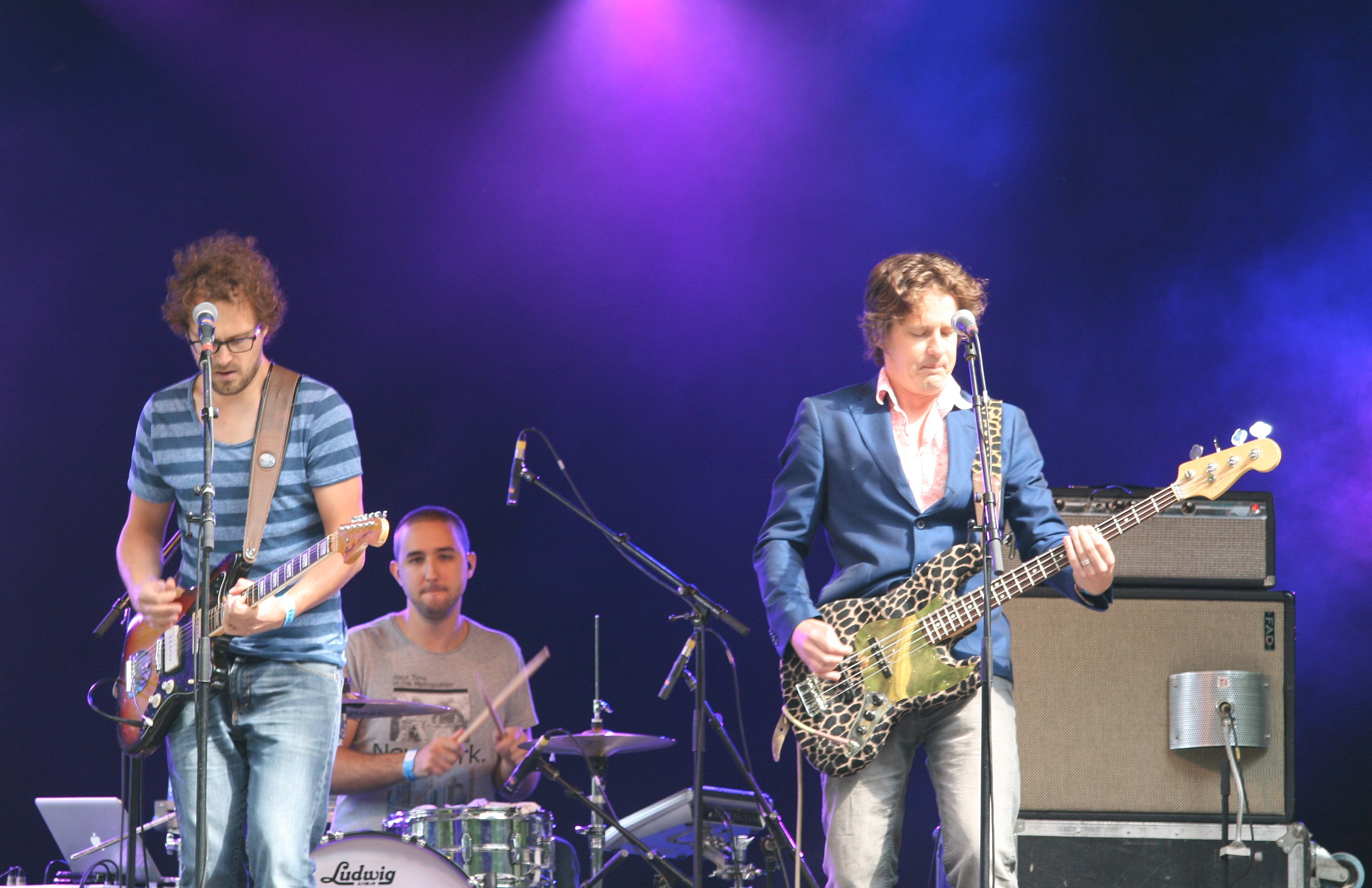
Berlaen tijdens Boterhammen in het Park 2013. Van links naar rechts: Ward Snauwaert (gitaar), Laurens Billiet (drums) en Wouter Berlaen (zang, basgitaar)

Wouter Berlaen (29 februari 1976) is een Vlaamse bassist en singer-songwriter.

## Biografie
Hij studeerde in 2002 af aan de jazzafdeling van het Koninklijk Conservatorium Brussel bij jazzbassist Bart De Nolf. Hij was als student reeds in 1998 lid van het jazztrio Whip met Sylvain Luc en Lionel Beuvens. Hij werd een freelance bassist (zowel contrabas als basgitaar) en speelde met pop- en jazzmusici. Hij was lid van het nu jazz-project Alien Bitesize (2000-2008), waaraan o.m. Leki (rap) en B-Flow (human beatbox) meewerkten. Hij was ook een tijdlang bassist bij Lenny & De Wespen en speelde af en toe bij De Laatste Showband.

### Solocarrière
In 2011 begon hij aan een solocarrière onder de artiestennaam Berlaen. Hij bracht een eerste cd uit bij [PIAS], Vanuivoeurt. Berlaen schrijft zijn meeste nummers zelf en brengt ze in zijn eigen Zults dialect. In november 2012 kwam een tweede cd uit, De loatste man. In 2013 maakte hij een theatertour "Doezovoeurt" met het materiaal uit deze twee albums, begeleid door Maaike Cafmeyer, haar echtgenoot Frans Grapperhaus (cello) en gitarist Ward Snauwaert, die de plaats innam van Tom Kestens die om medische redenen moest afzeggen.
Berlaen trad samen met Raymond van het Groenewoud op tijdens de 20e Nekka-nacht op 19 april 2013 in het Sportpaleis van Antwerpen. Hij toerde in de zomer van dat jaar met zijn elektrisch trio dat naast hemzelf bestond uit Ward Snauwaert (gitaar) en Laurens Billiet (drums).

### Podcast
Sinds 2020 heeft hij zijn eigen podcast 'Bassed in Belgium' waar hij collega bassisten interviewt.

## Discografie
- Vanuivoeurt (2011)
- De Loatste Man (2012)
- Van mijn erf (2015)
- Berlaen (2018)

## Varia
- "De definitie van geluk" is een muzikale ode aan Berlaens geboortestreek en aan schilder Roger Raveel. Berlaen zong het voor Raveel op diens 91e verjaardag op 15 juli 2012 in het Roger Raveel-museum in Zulte.[1]
- In de videoclip van "Oe ver'est nog" treden de zussen Erika en Heidi Van Tielen en een naakte Wouter Berlaen op.
- De videoclip van "Ge zij were zat" bevat gastoptredens van o.a. Luc De Vos, Maaike Cafmeyer, Han Coucke, Goele De Raedt, Dries Heyneman, Tim Goditiabois, Begijn Le Bleu en William Boeva.
- "Brengt ui zuster mee" is een versie van de hit "Let's go all the way" van Sly Fox uit 1986.